# Fronteira África do Sul–Lesoto
A fronteira entre África do Sul e Lesoto é a uma linha fechada de formato quase retangular que limita os territórios da África do Sul e do Lesoto. Como este é um enclave da África do Sul, é a sua única fronteira.
É montanhosa, apresentando no seu setor a sudeste de Lesoto a cordilheira Drakensberg, que inclui o ponto mais alto da África do Sul, o Mafadi, bem como o quase tão alto Njesuthi e o ponto mais alto do Lesoto e de toda a África Austral, o Thabana Ntlenyana. A capital do Lesoto, Maseru, está situada junto à fronteira noroeste, na margem do rio Caledon.
Esta fronteira internacional foi estabelecida com a independência do Lesoto, região que não foi incluída na formação da União Sul-Africana em 1910. A identidade da nação vem desde 1868, quando foi aí estabelecido o protetorado britânico da Basutolândia, mais tarde, em 1884, elevado a colônia do Império.